# Gevär m/1867
Gevär m/1867 är ett gevär med remington-mekanism i kaliber 12,17×44 mm antaget av svenska och norska krigsmakten år 1867.

## Historik
Gevär m/1867 var det första vapnet med ammunition med hylsa av metall och integrerad tändhatt i svenska och norska försvaret. Under tiden för det amerikanska inbördeskriget utvecklades bakladdade gevär med enhetspatroner. Detta var överlägset tidigare mynningsladdade gevär med papperspatroner och separat tändhatt. Gevär m/1867 använde sig av Remingtonmekanismen (även kallad "rullblockare") vilken ansågs vara enkel, stark och tillförlitlig. I denna mekanism låses slutstycket av en del på hanen strax innan avfyrning. Kalibern valdes till 12,17 mm så att äldre mynningsladdade gevär m/1860 och kammarladdade m/1864 kunde konverteras med den nya mekanismen. Hylsan var gjord av mässing och fylld med svartkrut. Bakre delen av hylsan hade en fläns längs kanten och den var fylld med ett slagkänsligt tändmedel. Vid avfyrning träffade hammaren ett slagstift som slog mot denna kant på hylsan, så kallad kantantändning.
De första 10 000 gevären tillverkades av Remington i USA och dessutom producerade de 20 000 mekanismer som sedan färdigställdes till kompletta gevär i Sverige och Norge. Sedan fortsatte tillverkningen av gevär och karbiner under licens av Carl Gustafs stads Gevärsfaktori och Husqvarna Vapenfabriks Aktiebolag i Sverige och Kongsberg Vaapenfabrik i Norge, där de svenska tillverkarna stod för ca 80% av vapnen. Vid Husqvarna Vapenfabriks Aktiebolag tillverkades förutom 100 000 gevär för armén även omkring 80 000 vapen för civilt bruk, geväret blev mycket uppskattat särskilt av älgjägare.
Med början cirka 1880 utvecklades röksvagt krut vilket gav högre tryck vid avfyrningen och därmed högre projektilhastighet, och en ny modell av vapnet med kaliber 8 mm. anpassat för röksvagt krut, gevär m/1889 togs fram i väntan på ett modernare vapen. Gevär m/1867 ersattes i Sverige  av repetergevär med cylindriskt slutstycke, karbin m/94 och gevär m/96 vilka var bättre anpassade till denna modernare typ av ammunition. Omkring 1900 var geväret ersatt som huvudbeväpning vid de flesta arméförband. I samband med första världskrigets mobilisering och bristen på vapen tvingades man dock då plocka fram gevär m/1867 ur förråden för att utrusta landstormens förband. I samband med bildandet av Hemvärnet 1940 fanns fortfarande stora mängder gevär kvar i mobiliseringsförråden och då brist på vapen uppstod fanns planer på att utrusta trupperna med dessa gevär. Då föll dock planerna på att det saknades ammunition. Många av gevären som såldes ut som överskottsmaterial kom att byggas om för att användas som jaktgevär långt in på 1900-talet.

## Galleri

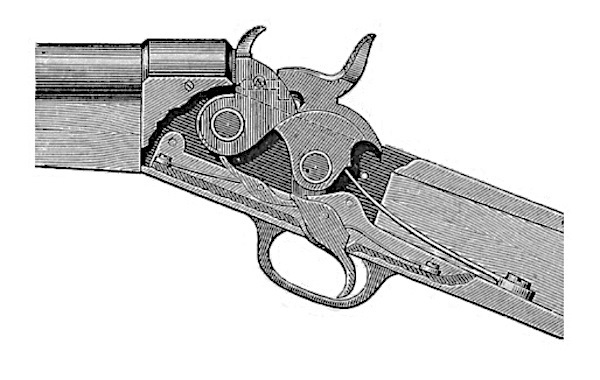
Remingtons mekanism var enkel och tillförlitlig. Slutstycket låstes av en del på hanen strax innen avfyrningen.
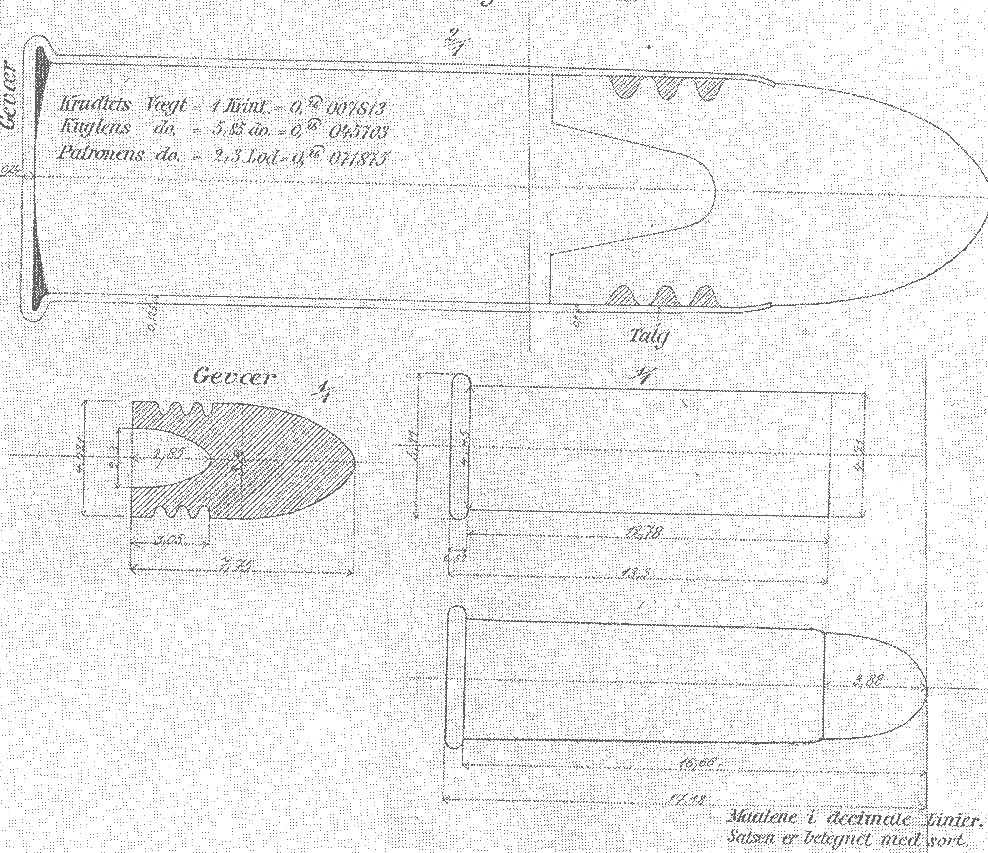
Patronen till gevär m/1867. Flänsen till vänster är fylld med tändmedel (svart) medan resten av patronen är fylld med svartkrut. Urholkningen i bakkanten av kulan gör att den expanderar vid avfyrning vilket gör att den tätar bättre och griper mot pipans räffling (så kallad Minie-kula)
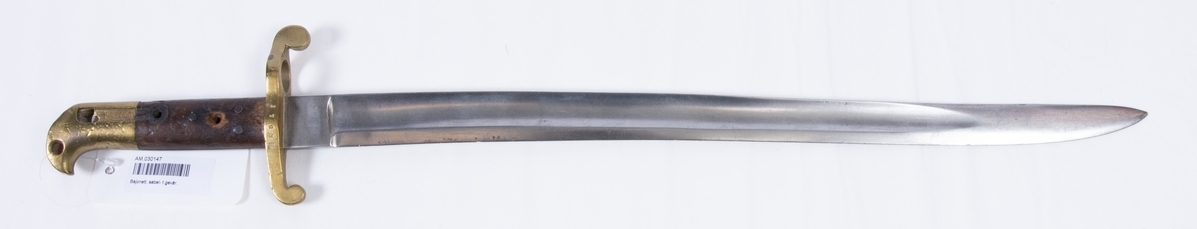
Sabelbajonett m/1867 till Gevär m/1867